# Порозовский сельсовет
Порозовский сельсовет — административная единица на территории Свислочского района Гродненской области Белоруссии.

## Состав
Порозовский сельсовет включает 42 населённых пункта:
- Большая Колоная — деревня.
- Большие Бобровники — деревня.
- Боровики — деревня.
- Брики — деревня.
- Валисковщина — деревня.
- Вороничи — деревня.
- Герутево — деревня.
- Горностаевичи — деревня.
- Гриневичи — деревня.
- Грущаны — деревня.
- Гурчины — деревня.
- Демидовичи — деревня.
- Дешковцы Старые — деревня.
- Дешковцы Груд — деревня.
- Жуковичи — деревня.
- Загоране — деревня.
- Заполичи — деревня.
- Кабузи — деревня.
- Ковали — деревня.
- Коревичи — деревня.
- Крапивница — деревня.
- Кривуличи — деревня.
- Кулевичи — деревня.
- Кусенцы — деревня.
- Лидяны — деревня.
- Малая Колоная — деревня.
- Михайлы — деревня.
- Мотоши — деревня.
- Нарковичи — деревня.
- Новосады — деревня.
- Полуянки — деревня.
- Пущики — деревня.
- Раковщина — деревня.
- Сидорки — деревня.
- Сокольники — деревня.
- Сокольники — хутор.
- Стасютичи — деревня.
- Теляки — деревня.
- Толочманы — деревня.
- Хрищеновичи — деревня.
- Хрустово — деревня.
- Черепки — деревня.